# Mesosemia dulcis
Mesosemia dulcis is een vlindersoort uit de familie van de prachtvlinders (Riodinidae), onderfamilie Riodininae.
Mesosemia dulcis werd in 1910 beschreven door Stichel.